# Вацлавичі
Вацлавичі (пол. Wacławice) — село на Закерзонні в Польщі, у гміні Орли Перемишльського повіту Підкарпатського воєводства. Населення — 469 осіб (2011).

## Розташування
Село розташоване за 10 км на північ від Перемишля та 60 км на схід від Ряшева.

## Історія
1 жовтня 1927 року з частини території села Трійчичі Перемишльського повіту Львівського воєводства виділено польську колонію і утворено гміну Вацлавичі.
У 1934—1939 роках село належало до об'єднаної сільської ґміни Оріхівці Перемишльського повіту Львівського воєводства. У 1939 році в селі мешкало 300 осіб, з них 10 українців і 290 поляків. Греко-католики належали до парафії Дрогоїв Радимнянського деканату Перемишльської єпархії.
В липні 1944 року радянські війська оволоділи селом і незабаром оголосили про передачу території Польщі. Українців у 1945 році добровільно-примусово виселяли в СРСР.
У 1975—1998 роках село належало до Перемишльського воєводства.

## Демографія
Демографічна структура станом на 31 березня 2011 року:
|          | Загалом | Допрацездатний вік | Працездатний вік | Постпрацездатний вік |
| -------- | ------- | ------------------ | ---------------- | -------------------- |
| Чоловіки | 236     | 55                 | 164              | 17                   |
| Жінки    | 233     | 42                 | 147              | 44                   |
| Разом    | 469     | 97                 | 311              | 61                   |